# 3 inch Gun M5
Il 3 inch Gun M5 era un cannone controcarri da 3 in (76 mm) che venne sviluppato negli Stati Uniti nel corso della seconda guerra mondiale. Il cannone utilizzava la canna del cannone contraerei T9 ed elementi dell'obice M2 da 105 mm. Fu adottato, nella versione trainata, unicamente dall'United States Army per i battaglioni di artiglieria controcarri nel 1943. Fu impiegato unicamente nella seconda guerra mondiale sui fronti italiano e occidentale.

## Origini e sviluppo
Nel 1940 l'esercito statunitense cominciò a ricevere i suoi primi cannoni anticarro, sotto forma del 37 mm M3. Quantunque questo cannone soddisfacesse le necessità della fanteria per un'arma anticarro leggera e maneggevole, l'artiglieria e l'Ordnance Corps prevedevano la necessità di un cannone più potente. Questo portò a un certo numero di progetti d'emergenza, come l'adattamento al ruolo controcarri del francese 75 mm Mod 87 o varianti trainate del 75 mm M3.
Negli ultimi mesi del 1940 l'Ordnance Corps (il servizio dell'esercito destinato allo sviluppo degli armamenti) diede il via al progetto di un cannone controcarri basato sul T9 3 in anti aircraft (cannone contraerei da 3 inch in fase di prova). Alla canna del T9 furono adattati l'otturatore, il sistema di rinculo e l'affusto dell'obice M2 105 mm. Il prototipo fu denominato 3 in gun T10 (cannone da 3 in fase di prova) ed era pronto nel settembre 1941. Le prove sul prototipo rivelarono piccoli problemi, tuttavia fu chiaro che il cannone, standardizzato come M5 su affusto M1, presentava una notevole superiorità come prestazioni ai progetti preesistenti.
La produzione iniziò nel dicembre 1942, un affusto leggermente modificato fu omologato nel novembre 1943 come M6. In questo nuovo affusto lo scudo verticale simile a quello dell'obice da 105 mm fu sostituito da un nuovo scudo inclinato. Nel gennaio 1944 l'AGF (Army Ground Forces, "Forze terrestri dell'esercito") richiese di aggiornare i pezzi costruiti con l'affusto M1 all'affusto M6, quindi la maggior parte dei cannoni utilizzati al fronte aveva l'affusto modello M6.
| Produzione dei cannoni M5 (solo pezzi trainati) |      |      |      |        |
| Anno                                            | 1942 | 1943 | 1944 | Totale |
| Pezzi prodotti                                  | 250  | 1250 | 1000 | 2500   |

## La tecnica
La canna era adattata da quella del cannone contraerei T9 3 in, aveva una rigatura uniforme destrorsa con 28 solchi con un passo di 25 calibri. La canna era accoppiata ad otturatore, sistema di rinculo e affusto dell'obice M2 da 105 mm. L'otturatore era manuale a scorrimento orizzontale, il sistema di recupero era idropneumatico. L'affusto era a code divaricabili, con un equilibratore a molla singola sotto l'otturatore e ruote munite di pneumatici.

## Organica

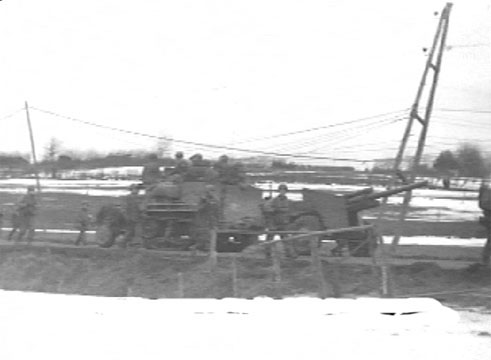
M5 3 in trainato da un semicingolato M2

Nonostante le sue buone caratteristiche, nessuna branca dell'esercito sentiva la necessità del nuovo cannone. La fanteria lo considerava troppo voluminoso e pesante. Gli altri potenziali utilizzatori, il Tank Destroyer Center, preferiva armi semoventi più mobili. Finalmente le pressioni da parte del comandante dell'AGF, Gen. Lesley McNair, arrivarono a far adottare il nuovo cannone dal centro anticarro. Sembra che l'opinione di McNair sull'uso di pezzi trainati invece dei pezzi semoventi fosse influenzata dalla campagna del Nord Africa (Algeria e Tunisia), dove si erano mostrate difficoltà ad occultare i semoventi.
Il 31 marzo 1943 l'AGF ordinò dei convertire 15 battaglioni controcarri su semoventi a battaglioni a traino meccanico, in altri termini l'AGF decise che metà dei battaglioni controcarri doveva essere a traino meccanico. Un battaglione controcarri a traino meccanico era su 36 pezzi, su tre compagnie ciascuna su 12 pezzi. Come trattori erano usati mezzi semicingolati M2 o M3, l'organizzazione autorizzò dal 1º settembre 1944 l'uso come trattore degli M39 (veicoli totalmente cingolati), ma questi arrivarono al fronte solo nella primavera del 1945.
I battaglioni controcarri a traino meccanico erano in organico alle divisioni dell'esercito per migliorare le loro capacità anticarro, per la maggior parte un battaglione completo era in organico ad una divisione di fanteria. In alcuni casi battaglioni controcarri a traino meccanico erano in organico a divisioni corazzate o avioportate, in altri casi le compagnie dello stesso battaglione erano assegnate a divisioni differenti e in alcuni casi una singola divisione aveva diversi battaglioni controcarri, alcuni dei quali potevano essere a traino meccanico ed altri su semoventi.

## L'impiego

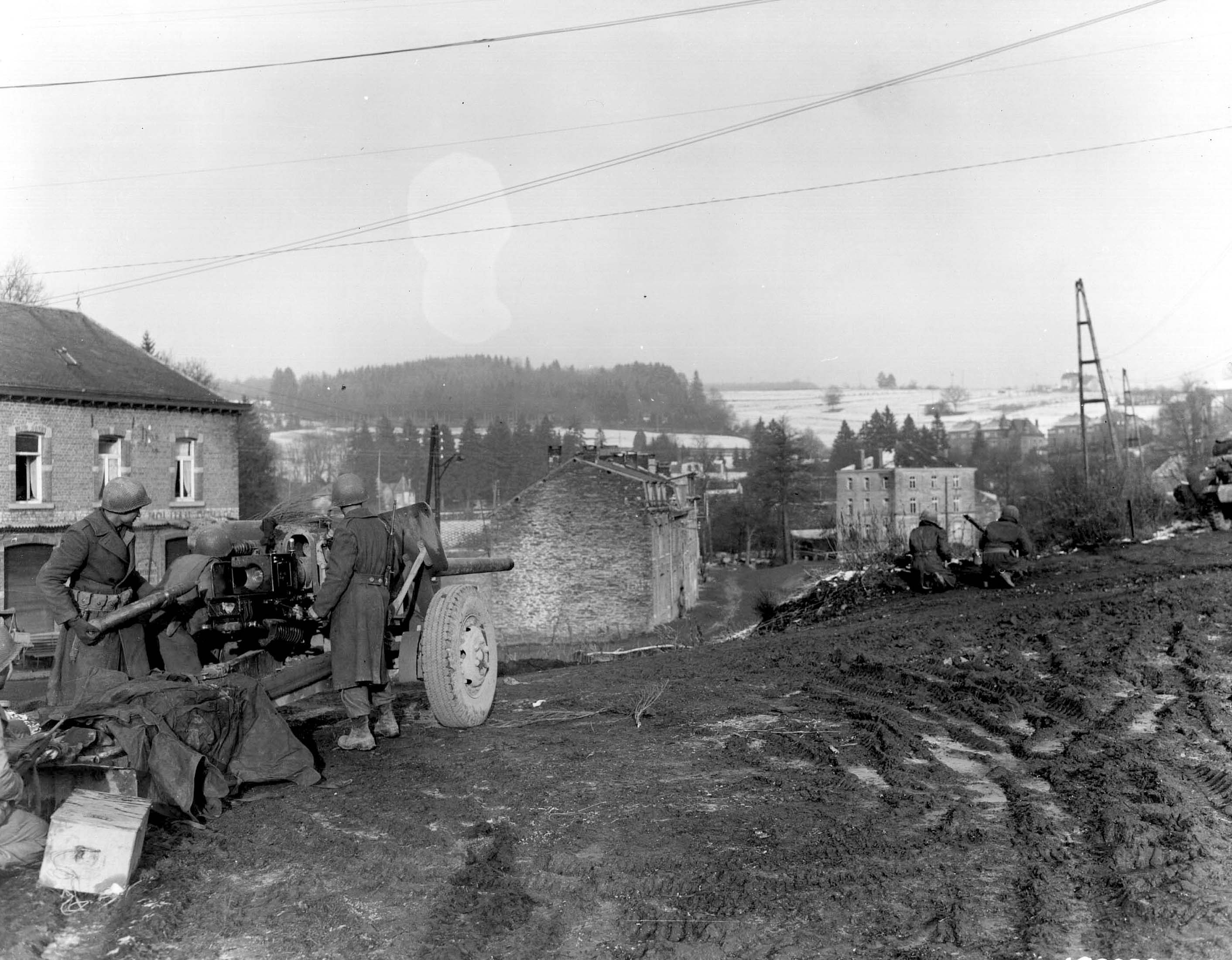
M5 presso Vielsalm, Belgio, 23 dicembre 1944

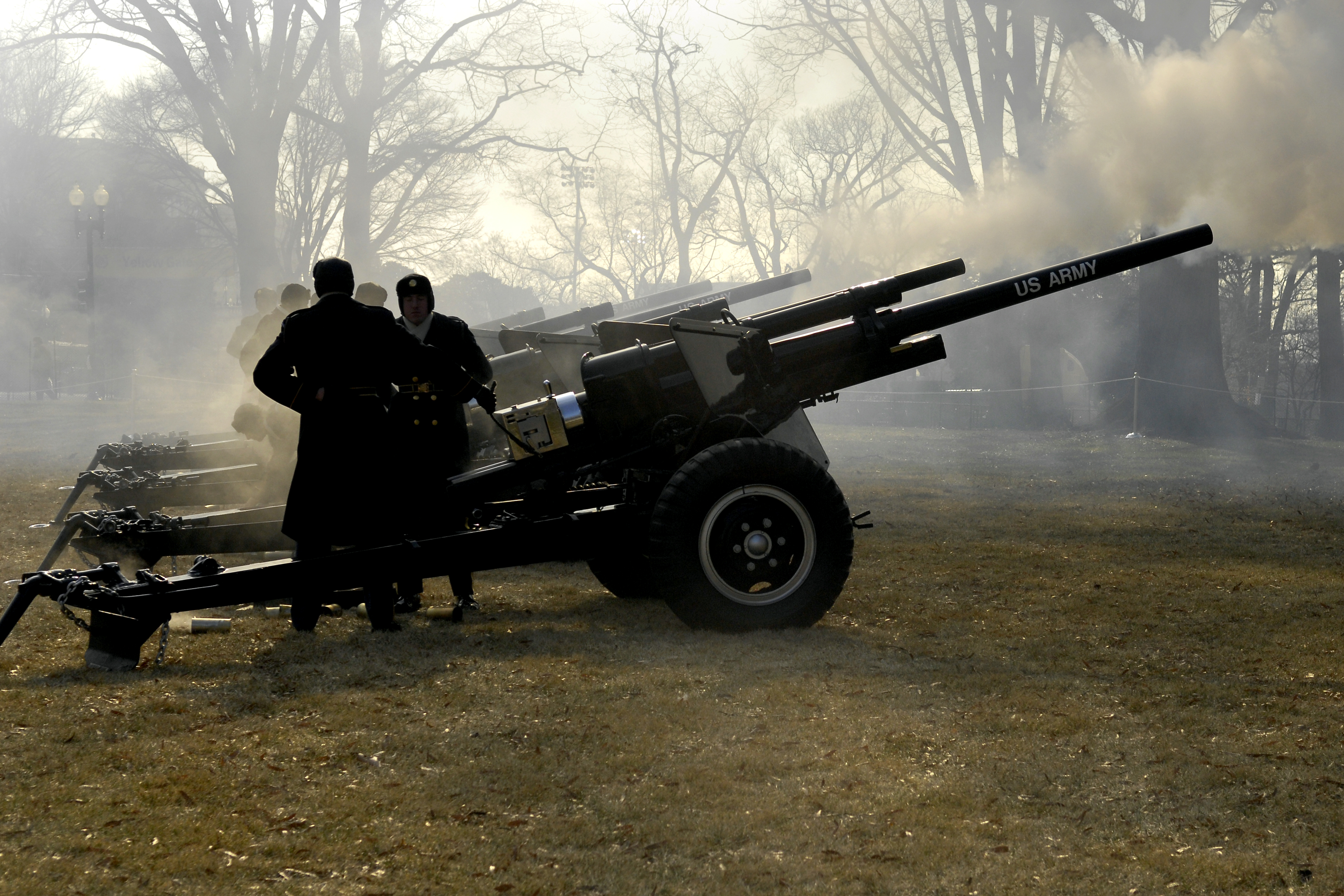
Una batteria di formazione saluta il presidente degli Stati Uniti con i suoi cannoni M5 modificati durante una cerimonia di inaugurazione, 2009

Nell'ottobre 1943 il primo battaglione a traino meccanico (805th Tank Destroyer Battalion - 805º battaglione controcarri) arrivò in Italia. Successivamente l'M5 fu utilizzato in combattimento nella campagna d'Italia e sul fronte occidentale. Uno dei combattimenti più rilevanti a cui parteciparono questi cannoni ebbe luogo in occasione del contrattacco tedesco su Mortain nell'agosto 1944. Il 823rd Tank Destroyer Bataillon (823º battaglione controcarri), in organico alla 30th Infantry Division (30ª divisione fanteria) ebbe un ruolo fondamentale nella difesa di Saint-Barthélemy, distruggendo quattordici carri tedeschi e un certo numero di altri veicoli, perdendo undici dei suoi cannoni.
Oltre al ruolo controcarri, il cannone era usato spesso in unione all'artiglieria campale divisionale o per il tiro diretto contro fortificazioni nemiche (per esempio in un rapporto di combattimento del 614th Tank Destroyer Battallion - 614º battaglione controcarri - viene indicato che una sezione di due pezzi sparò 143 colpi contro una postazione nemica, ottenendo 139 centri).

## Prestazioni
Sebbene l'M5 fosse nettamente superiore in prestazioni al precedenti cannoni anticarro usati dagli Stati Uniti era ingombrante e pesante, rendendolo quindi difficile da mettere in posizione, e le sue caratteristiche anticarro sotto certi aspetti non erano le migliori. Questa reputazione rifletteva in parte i problemi iniziali con le spolette dei proiettili APCBC (Armour Piercing Capped Balistic Cap - Perforanti con protezione balistica) e HE (High Explosive - Alto esplosivo). Si deve notare anche che non furono mai sviluppati proiettili APDS (Armour Piercing Discarding Sabot - Perforanti ad abbandono di involucro) per l'M5 e che esisteva un proiettile APCR (Armour Piercing Composite Rigid - Perforante a nocciolo indurito), ma non è chiaro se sia mai stato distribuito ai battaglioni anticarro trainati.
In conseguenza di questi problemi, i comandanti ed i soldati preferivano in linea di massima i mezzi anticarro semoventi, che fornivano una migliore mobilità e migliore protezione per gli equipaggi.
La prova del fuoco per i battaglioni anticarro ed i loro cannoni M5 avvenne nella battaglia delle Ardenne. In questa occasione i pezzi anticarro a traino meccanico combatterono con un'efficacia molto minore e subirono perdite più pesanti nei confronti dei pezzi su scafo semovente. Un rapporto del già citato 823º battaglione affermava che «i cannoni anticarro erano presi di fianco uno per uno dai carri nemici ed il personale era cacciato via dai cannoni dal fuoco delle armi individuali e delle mitragliatrici». In considerazione delle esperienze di combattimento recenti, l'11 gennaio 1945 il War Department (Ministero della Guerra) confermò la richiesta di convertire i battaglioni anticarro a traino meccanico a battaglioni su semoventi. Questa decisione corrispondeva al ritiro graduale degli M5 dal servizio in prima linea, processo che continuò fino alla fine della guerra in Europa.
Ancora nel 2009 il M5 era utilizzato dall'United States Army per scopi cerimoniali.

## Munizionamento
L'M5 utilizzava munizioni a cartoccio proietto, con il cartoccio 76,2x585R (3 in Cartridge Mk IIM2 - Cartuccia M2 Mod II 3 in), come altri cannoni derivati dal cannone contraerei 3 in M1918 (3 in Mod 1818), che aveva la stessa canna. Quindi derivavano dal T9 le caratteristiche balistiche e di perforazione sia del cannone trainato sia di quello su scafo semovente, nominato M6 (usato sul 3 in Gun Motor Carriage M5, che non entrò mai in produzione) e M7 (che era l'armamento principale del M10 Wolverine e del carro pesante M6). Nella tabella sono indicate le munizioni e le relative caratteristiche per tutti e tre questi cannoni, è possibile che alcuni tipi di munizionamento (per esempio i proiettili APCR) non siano mai stati distribuiti ai battaglioni anticarro trainati.

### Munizioni
| Munizionamento                                  |                      |                                           |                       |                      |
| Tipo                                            | Modello              | Peso (cartoccio proietto/solo proiettile) | Carica                | Velocità alla volata |
| AP-T (perforante)                               | AP M79 Shot          | 12.05 / 6.8 kg                            | -                     | 792 m/s              |
| APCBC/HE-T (perforante con cappuccio balistico) | APC M62 Projectile   | 12.36 / 7 kg                              | -                     | 792 m/s              |
| APCR-T (perforante a nocciolo indurito)         | HVAP M93 Shot        | 9.42 / 4.26 kg                            | -                     | 1036 m/s             |
| HE (alto esplosivo)                             | HE M42A1 Shell       | 11. 3 / 5.84 kg                           | TNT, 390 g            | 853 m/s              |
| Fumogeno                                        | Smoke M88 Shell      | 6.99 / 3.35 kg                            | Cloruro di Zinco (HC) | 274 m/s              |
| Addestramento su bersaglio                      | TP M85 Shot          |                                           |                       |                      |
| Addestramento                                   | Practice M42B2 Shell |                                           |                       |                      |

### Penetrazione
| Tabella penetrazioni in blindatura |                 |                  |                   |                   |
| Munizionamento\Distanza | 457 m (500 yds) | 914 m (1000 yds) | 1371 m (1500 yds) | 1828 m (2000 yds) |
| AP M79 Shot (angolo d'impatto 30°, acciaio omogeneo) | 109 mm          | 92 mm            | 76 mm             | 64 mm             |
| APC M62 Projectile (angolo d'impatto 30°, acciaio omogeneo) | 93 mm           | 88 mm            | 82 mm             | 75 mm             |
| HVAP M93 Shot (angolo d'impatto 30°, acciaio omogeneo) | 157 mm          | 135 mm           | 116 mm            | 98 mm             |
| I metodi di misura per la penetrazione erano diversi nelle varie nazioni e periodi, quindi talvolta è impossibile un confronto diretto fra dati ottenuti in situazioni diverse. |                 |                  |                   |                   |